# Companhia Industrial de Óleos do Nordeste - Cione
A CIONE é uma tradicional empresa produtora, processadora, beneficiadora e exportadora de castanha de caju, fundada em 1962 em Fortaleza, pelo empresário Jaime Aquino. 
É a indústria de castanha-de-caju em atividade mais antiga do Brasil, estando entre as maiores do estado, atuando no ramo de negócios relacionados a Cajucultura (plantio, colheita, beneficiamento e comercialização de castanha de caju, LCC e sucos orgânicos). 

## Informações gerais
A empresa foi fundada em 1962, quando o idealizador Jaime Tomaz de Aquino, na época um simples caminhoneiro, em uma visita a um amigo em São Paulo, viu em uma vitrine alguns bolos recheados com amêndoas de castanha de caju, daí então percebeu um excelente e promissor mercado, visto que naquela época a produção e comercialização nacional do produto estavam restritas a uma empresa que era a Brasil Oiticica com a marca Iracema.
Com a fidelização de alguns clientes foi aberta então a empresa, que de forma rústica, atendia a pequenos comerciantes (confeitarias, padarias, lanchonetes e etc...) que não demorando muito, passou a atender as fábricas de chocolates e por fim a clientes internacionais. 
Atualmente a organização vem investindo cada vez mais em seus funcionários, equipamentos, qualidade e modernização do seu processo produtivo e por fim no melhoramento continuo de seus produtos. A empresa investe também na qualidade e segurança dos alimentos produzidos e, para tanto, possui as seguintes certificações: FSSC 22000, Certificação Orgânica (BR, NOP e EOS) e Certificação Kosher. A Cione utiliza processos que preservam a qualidade da água usada na irrigação em suas fazendas, assegurando a biodiversidade e ampliando a capacidade dos ecossistemas locais, contribuindo com a sustentabilidade local.

## Guerra das Castanheiras
No ano de 1968, a Cione foi palco da Guerra das Castanheiras, um evento político e social, para reivindicar melhores salários e condições de trabalho, além de defender a não-punição das trabalhadoras mobilizadas.